# 153 Hilda
153 Hilda este un asteroid din centura principală, descoperit pe 2 noiembrie 1875, de Johann Palisa.